# Láminas (micología)

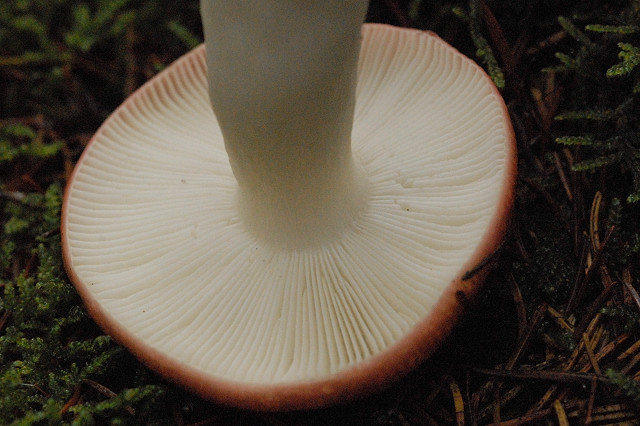
Láminas de Russula emetica.

En micología, las láminas, laminillas, agallas, o lamelas (del latín lamella), son las estructuras laminares existentes bajo el sombrero de algunas setas, cuya función es actuar como himenóforos en el cuerpo fructífero del hongo. Es la estructura más frecuente, pero no exclusiva, en los agáricos. A medida que se han estudiado con más detalle, se han ido descubriendo más especies de hongos que exhiben himenios en forma de láminas, al tiempo que se observa que no todos los miembros del orden Agaricales las llevan. No está claro si este es un caso de evolución convergente (es decir, si las estructuras con láminas evolucionaron separadamente) o conjunta.
Otros grupos de setas con láminas son:
- Géneros Russula y Lactarius del orden Russulales.
- Varios géneros en el orden Boletales, incluyendo Paxillus, Gomphidius Chroogomphus, Tapinella atrotomentosa, Hygrophoropsis aurantiaca.

## Morfología
Morfológicamente, las láminas pueden clasificarse en diferentes tipos, según la forma en que se unen con el pie:

Libres
Semilibres
Adheridas o adnatas
Decurrentes
Subdecurrentes
Escotadas
Sinuosas u onduladas

Según la forma en que se distribuyen bajo la superficie del sombrerillo, las láminas pueden definirse como:

bifurcadas
ramificadas
anastomosadas
con laminillas parciales
apretadas
separadas

Observar su forma, su color, su espaciado o cómo se unen al pie ayuda a la identificación del ejemplar. Su color puede ser orientativo del color de las esporas del hongo.